# Ropalidia albobalteata
Ropalidia albobalteata är en getingart som först beskrevs av Cameron 1906.  Ropalidia albobalteata ingår i släktet Ropalidia och familjen getingar. Inga underarter finns listade i Catalogue of Life.